# (18725) Atacama
(18725) Atacama (1998 JL3) – planetoida z grupy pasa głównego asteroid okrążająca Słońce w ciągu 4,59 lat w średniej odległości 2,76 j.a. Odkryta 2 maja 1998 roku.